# Jeltonet
Jeltonet (weitere Bezeichnungen: Charutōnen, Jaldonej, Jaldonet, Jaltoonej, Jarudoni-To, Jarutonii, Jeltoniej Island) ist ein kleines Motu des Likiep-Atolls der pazifischen Inselrepublik Marshallinseln.

## Geographie
Jeltonet liegt im nördlichen Riffsaum des Likiep-Atolls, zwischen Bikinmingjaiing im Südosten und Kaben im Nordwesten. Die Insel ist unbewohnt.